# Chirk Castle
Chirk Castle (walisisk: Castell y Waun) er en borg, der ligger i Chirk, Wrexham County Borough, Wales. Borgen blev opført i 1295 af Roger Mortimer, 1. Baron Mortimer of Chirk. I dag er det en listed building af 1. grad. 